# Maitland (Nowa Południowa Walia)
Maitland – miasto w Australii, w stanie Nowa Południowa Walia, nad rzeką Hunter, w pobliżu Newcastle. Mieszka w nim 90 226 mieszkańców.
Z Maitland pochodzi Rebecca Lavelle, australijska piosenkarka.
W mieście rozwinął się przemysł spożywczy, ceramiczny, włókienniczy oraz odzieżowy.